# John J. Farmer
John J. Farmer, Jr., född 24 juni 1957 i Jersey City i New Jersey, är en amerikansk republikansk politiker. Han var delstaten New Jerseys justitieminister 1999–2002 och tillförordnad guvernör den 8 januari 2002.
Farmer avlade kandidatexamen 1979 vid Georgetown University och juristexamen 1986 vid samma universitet. Han arbetade på advokatbyrån Riker, Danzig, Scherer, Hyland & Perretti i Morristown 1988–1990.
Farmer har skrivit boken The Ground Truth: The Untold Story of America Under Attack on 9/11 (2009) om 11 september-attackerna.